# Can Bracons
Can Bracons és una casa noucentista de Roda de Ter (Osona) inclosa a l'Inventari del Patrimoni Arquitectònic de Catalunya.

## Descripció
Casa entre mitgeres de planta baixa i dos pisos i d'un sol eix. La porta principal és dovellada i d'arc de mig punt. A la dovella central, més gran que les altres, hi ha un escut amb el nom del propietari (J. BRACONS) i la data de la construcció (1930). Per accedir-hi hi ha tres graons amples i motllurats. De la façana destaca una estructura de fusta que, al primer pis, forma un balcó de barana de balustres sostingut per uns modillons i tancat per unes finestres de doble fulla amb els remitjos de formes geomètriques. Al segon pis s'hi obre el mateix balcó sense tancar que sosté una barbacana bastant sortida del plom de la façana. L'obertura és dovellada i d'arc de mig punt. Els murs estan recoberts amb cassetons de pedra i al segon pis, el pany de paret de sota la barbacana està estucat.

## Història
Durant els segles XVII i XVIII es construïren la majoria de les cases del nucli antic de Roda. Can Bracons segueix la primitiva estructura de casa que consisteix en dues parets unides per un embigat, de 4,5 m aproximadament. Però durant el segle XX aquestes cases són generalment transformades, sense canviar l'estructura bàsica.